# The Eternal Castle Remastered
The Eternal Castle Remastered è un'avventura dinamica e platform cinematografico in grafica 2-bit sviluppato da Leonard Menchiari e pubblicato nel 2019. È uscito per Microsoft Windows, Nintendo Switch, PlayStation 4 e PlayStation 5. Ambientato in un futuro distopico, il gioco segue la storia di un colono la cui navicella si schianta sulla Terra nel tentativo di fuggire dal pianeta. Il gioco è un falso remaster di un originale inesistente del 1987: The Eternal Castle.